# Bleik
Bleik est un village de pêcheurs situé au nord-ouest de l'île d'Andøya dans le comté de Nordland, en Norvège.

## Description
Administrativement, Bleik fait partie de la kommune d'Andøy.

## Réserve naturelle
- Réserve naturelle de Bleiksmorenen : protection de la moraine quaternaire de Bleik.
- Réserve naturelle de Bleiksøya[3] : Bleiksøya est une île avec des falaises d'oiseaux. Il existe de nombreuses espèces d'oiseaux sur l'île, notamment des macareux, des cormorans, des huards et des mouettes. La collecte des œufs au printemps et au début de l'été est traditionnellement un grand événement.